# Julia Jolin
Julia Jolin (f. Carlson), född 4 juni 1856 i Göteborg, död 30 december 1924 i Stockholm, var en svensk konstnär, redaktör och kvinnosakskvinna.
Jolin var dotter till H.I. Carlson, stadsläkare i Göteborg och senare i Karlskrona, samt hans fru Elfrida, född Franck. Hon studerade först vid Hedénska skolan i Karlskrona och därefter vid Slöjdskolan i Stockholm. Sin konstutbildning fick hon via August Malmströms ateljé i Stockholm, samt via Konstakademien. Hon ställde ut sin konst vid flera konstutställningar. Hon fick bland annat stipendium för att studera kvinnlig handslöjd i Tyskland och Danmark 1875.
Jolin var även engagerad i Handarbetets vänners styrelses konstutskott, samt var under flera år suppleant i Fredrika Bremer-förbundets styrelse. Hon var också aktiv i Nya Idun. Hon var en av grundarna av tidskriften Hemtrevnad, och under flera år dess redaktör. Hon var även en av de kvinnor, tillsammans med bland andra Gurli Linder, Matilda Widegren och statsministern Arvid Lindmans fru Annie Almström, som var värdinnor för det särskilda hyllningsfirande som anordnades när Selma Lagerlöf tilldelades Nobelpriset i litteratur 1909.
Jolin gifte sig 1882 med Severin Jolin, professor vid Karolinska Institutet. Hon är begravd på Solna kyrkogård tillsammans med sin make.